# 尼尔·唐纳·沃许
尼尔·唐纳·沃许（1943年9月10日—）是一名美国作家，《与神对话》（Conversations with God）系列的作者，国际畅销书作家，作品涉及灵性和个人成长，探讨了个人、社会与灵魂深处的深层问题。

## 介紹
曾是电台主播、报社记者和主编，并创办了公关和市场行销公司。遭逢车祸和婚姻失败后，过着餐风宿露、以捡易开罐维生的日子。因为歷經失業、婚變、車禍、流浪街頭等人生重大打擊，在絕望之餘寫下對「神」的種種質疑，竟意外收到來自「神」的回應，並記錄成冊，尋找出版商出版。結果引起廣大的迴響，在全球翻譯成36種語言，全球暢銷超過1,200萬冊，高居紐約時報暢銷排行一百週。被翻译成37种语言，其中有六本登上《纽约时报》非小说类畅销书排行榜。他通过全球旅行演讲，推动全球的灵性复兴浪潮。

## 著作

### 與神對話系列
- 請參見：《與神對話》 系列叢書（Conversations with God series）

### 作者的其它著作
- Applications for Living from Conversations With God (compilation of three books; Relationships, Holistic Living, and Abundance and Right Livelihood) (November 4, 1999) ISBN 978-0-34076-833-4
- Part of the Change: Your Role As A Spiritual Helper (June 1, 2005) ISBN 978-097547-822-6
- Conversations with God: The Making of the Movie (Photos & Stories) (by Monty Jones with Neale Donald Walsch) (August 10, 2006) ISBN 1-57174-499-1
- The Mother of Invention: The Legacy of Barbara Marx Hubbard and the Future of YOU (January 15, 2011) ISBN 978-1-40192-898-8
- When God Steps In, Miracles Happen (April 1, 2011) ISBN 978-1-57174-653-5

### 與神對話系列的其它相關資料
- Re-Minder Cards: Conversations With God, Book 1 (August 1, 1998) ISBN 978-1-57174-118-9

## 電影
- 作者本人的經歷曾於2006年拍成同名電影《與神對話》，於2010年在台灣上映。[2]